# Чеботарьов Леонід Федорович
Леонід Федорович Чеботарьов (25 лютого 1937, Одеса, УРСР — 29 липня 2023) — радянський український футболіст, нападник та півзахисник. Тренер.

## Життєпис
Розпочинав грати в заводській команді «Металург» (Одеса), тренер В. Ю. Золотарьов. Викликаний в армію, півтора року грав за військовий округ в першостях міста і збройних сил СРСР, а також у змаганнях КФК. Пізніше перейшов у СКА Одеса, півфіналіст Кубку СРСР 1959/60. З 1961 року — у складі «Чорноморця». У 1965 році отримав травму — надрив меніска, пішов з команди і через два роки завершив кар'єру.
Працював тренером у командах «Трудові резерви» Самарканд (1968, граючий), «Факел» Бухара (1968—1969), «Політвідділ» Ташкентська область (1970—1973), збірна центральної ділянки БАМу (Шимановськ, 1974—1978), колгосп ім. К. Маркса (Лиманське, 1979—1983), «Батьківщина» Іванівка (1984—1989), «Спартак» Роздільна (1990—1993), «Ласуня» Одеса (2000). Остання команда — «Транссервіс-International» Одеса.
Син займався футболом у школі «Чорноморця».